# Er dette virkelighed eller drømmer jeg
Er dette virkelighed eller drømmer jeg er en dansk eksperimentalfilm fra 1999 instrueret af Elin K. Kromann.

## Handling
Optagelser af et menneske der hopper i trampolin. Mennesket hopper henholdsvis ud og ind af billedrammen og dette vises i slowmotion. Handlingen ligger i det visuelle udtryk og i de fornemmelser og associationer, man får som tilskuer.